# Семмс (Алабама)
Семмс (англ. Semmes) — місто в окрузі Мобіл, штат Алабама, США.

## Розташування
Семмс знаходиться майже в центрі округу Мобіл, штат Алабама, і охоплює понад 2100 гектарів. Площа Семмса обмежена на півночі містом Сітронелл, на сході містом Сараленд і містом Прічард, на південному сході містом Мобіл, і на заході від Великим крікським озером.

## Історія
17 серпня 2010 майже 3 з 4-х мешканців Семмса проголосували за те, щоб Семмс містом. 2 травня 2011 Семмс був зареєстрований з населенням 2897 осіб.
Поселення Семмс було засноване поблизу залізниці в листопаді 1900 року. Воно отримало назву на честь адмірала Рафаеля Семмса (1809–1877), офіцера військово-морського флоту Сполучених Штатів з 1826 по 1860 і Військово-морського флоту Конфедеративних Штатів з 1860 по 1865 рік.
У 21-му столітті Семмс є найвідомішим через його великі розплідники, які вирощують декоративні чагарники, найпопулярнішим з яких є азалія. Щороку в Семмсі проходить фестиваль азалій.

## Демографія
Станом на липень 2007 в місті мешкало 17710 осіб.
Чоловіків — 8843 (49.9 %);

Жінок — 8867 (50.1 %).
Медіанний вік жителів: 33,5 року;
по Алабамі: 35,8 року.

### Доходи
Розрахунковий медіанний дохід домогосподарства в 2009 році: $47,268 (у 2000: $39,788);
по Алабамі: $40,489.
Розрахунковий дохід на душу населення в 2009 році: $20,244.
Безробітні: 4,2 %.

### Освіта
Серед населення 25 років і старше:
Середня освіта або вище: 71,9 %;

Ступінь бакалавра або вище: 9,0 %;

Вища або спеціальна освіта: 2,8 %.

### Расова / етнічна приналежність
Білих — 16,417 (93.9 %);

 Афроамериканців — 548 (3.1 %);

 Латиноамериканців — 228 (1.3 %);

 Відносять себе до 2-х або більше рас — 147 (0.8 %);

 Індіанців — 111 (0.6 %);

 азіатів — 29 (0.2 %);

 Корінних жителів Гавайських островів та інших островів Тихого океану — 3 (0.02 %);

 Інші — 1 (0.01 %).

## Нерухомість
Розрахункова медіанна вартість будинку або квартири в 2009 році: $121,941 (у 2000: $76,500);
по Алабамі: $119,600.